# Hispania Athletic Club
El Hispania Athletic Club fue un club polideportivo español, de la ciudad de Barcelona, que existió de 1900 a 1903. Contaba con secciones de tenis, atletismo y fútbol.
Pese a su corta existencia es recordado en el fútbol español por ser el primer club en organizar, y conquistar, un campeonato en el país, el Torneo del Hispania Athletic Club–Copa Alfonso Macaya, posteriormente reconocido como antecedente del Campeonato de Cataluña.

## Historia

### Fundación
El Hispania tiene su origen en el «Team» Rojo, un equipo formado en abril de 1900 por jugadores disidentes del FC Català, tras darse de baja como socios de este club. El «Team» Rojo tuvo su estreno el 24 de mayo, con motivo de un festival deportivo organizado por el Club de Polo, jugando en el Hipódrómo contra el FC Barcelona, que ganó por 2-1. Entre los jugadores que se alinearon en el encuentro se encontraban Solé, Ortiz, Busquets, Soley García, Valls, García, Green, Sanmartín y Lomba.
A principios de octubre de ese mismo año —se desconoce la fecha exacta— los jugadores del «Team» Rojo decidieron constituirse legalmente como sociedad, con el nombre de Hispania Athletic Club. La junta del club quedó constituida por José Ortiz como presidente; Fermín Lomba, vicepresidente; Carlos Soley, secretario; Alberto Marro, vicesecretario; Juan Soler, tesorero; y Gaspar Lambea, Luis Valls y Víctor Paniagua, vocales. Gustavo Green fue escogido capitán del equipo y Miguel Sanmartín subcapitán. Se constituyeron tres secciones deportivas; el propio Green fue nombrado director de la de fútbol, Enrique Bushell de la de tenis y Fernando Soria Santacruz de carreras a pie. Finalmente, se nombró a Alfonso Macaya presidente de honor del club. Como uniforme del equipo de fútbol se eligieron los colores rojo para la camiseta y blanco para los pantalones.
El primer partido lo jugó en el Nuevo Velódromo contra la Sociedad Deportiva Santanach, el 14 de octubre de 1900 y empató a cero. Poco después, el Hispania aprovechó la desintegración del Escocés FC —equipo formado por obreros escoceses de la fábrica Fabra y Coats de Sant Andreu— para incorporar a varios de sus jugadores más destacados, como Hamilton, Black y Gold. Como revancha del partido disputado en mayo como «Team» Rojo, el 18 de noviembre de 1900 el Hispania volvió a jugar con el FC Barcelona, partido que sirvió como inauguración del nuevo campo azulgrana, frente al Hotel Casanovas, y que terminó sin goles.

### Temporada 1900/01: La I Copa Macaya
Tras la fundación del club, su presidente de honor, Alfonso Macaya, donó un trofeo —una estatua femenina de estilo modernista—, para la disputa de un torneo entre clubes. Así nacía la Copa Macaya, la primera competición futbolística reglada disputada en España. La inscripción estaba abierta a clubes de todo el país, aunque solo se inscribió un conjunto no barcelonés, el Club Tarragona. El resto de inscritos, además del propio Hispania, fueron el FC Barcelona, el Club Español, la Sociedad Franco Española y la Sociedad Deportiva Santanach, que se retiró antes de iniciarse el torneo.
El primer encuentro de la Copa Macaya se disputó el 20 de enero de 1901 entre los dos grandes favoritos, el Barcelona y el Hispania, en el campo del primero en el Hotel Casanovas. El Hispania alineó a S. Morris; Soler, Gold; Sanmartín, Soley, Ortiz; Lomba, Black, Green, Leigh y E. Morris. Los rojos vencieron por 1-2, tras remontar con dos goles de Green. Esta victoria fue trascendental en el desenlace del torneo, ya que el resto de equipos participantes tuvo un papel testimonial. Así, Hispania y Barcelona saldaron sus otros encuentros con goleadas; en el caso de los primeros, por 0-10 y 14-0 ante la S. Franco Española; 0-5 y 5-0 ante el Tarragona y 2-0 ante el Español, que se retiró y no disputó la segunda vuelta, alegando ayudas arbitrales al Hispania. En este polémico partido contra el Español, disputado el 10 de marzo de 1901, el Hispania estrenó un nuevo campo de juego, en la calle Muntaner de Barcelona.
El partido de la última jornada entre Hispania y Barcelona, disputado el 14 de abril de 1901, se presentó decisivo. Con dos puntos de ventaja en la clasificación, a los rojos les bastaba con el empate para conquistar el título. En la primera parte el Hispania se adelantó en el marcador gracias a un gol en propia meta y luego resistió al asedio azulgrana, que llegó a empatar a uno por mediación de Hans Gamper. Este enfrentamiento tampoco estuvo exento de polémica, ya que el árbitro anuló un segundo gol del Barcelona por fuera de juego. La histórica alineación del Hispania en este partido estuvo formada por S. Morris; Hamilton, Gold; Ortiz, Sanmartín, Ríos; E. Morris, Lomba, Green, Leigh y H. Black. Posteriormente, con la creación de la Federación Catalana, esta Copa Macaya fue reconocida como la primera edición del Campeonato de Cataluña de fútbol.

### Temporada 1901/02
Tras haberse coronado como mejor equipo catalán del momento, el Hispania AC empezó la temporada 1901/02 con un importante revés: la marcha de su capitán y mejor jugador, Gustavo Green, al FC Barcelona. También causaron baja otros dos puntales del equipo: el delantero Leigh, que se marchó a Bilbao y Carlos Soley, medio y secretario del club, que a finales de la temporada anterior había regresado a su Costa Rica natal. En consecuencia, también se registraron cambios en la directiva: José Ortiz pasó a ocupar el cargo de secretario en sustitución de Soley, dejando la presidencia del club a Eduardo Alesson, un reputado profesor de esgrima barcelonés.
La irrupción de Alesson resultó determinante en la historia del fútbol catalán, pues junto a Hans Gamper impulsó la creación de una Asociación Catalana de Clubes —precedente de la actual Federación Catalana de Fútbol— que fue la primera federación futbolística creada en España. La reunión constitutiva tuvo lugar el 12 de noviembre de 1902 en la sala de armas del propio Alesson y el Hispania fue uno de los clubes fundacionales. Alesson fue elegido primer presidente de la Asociación.
En la segunda edición de la Copa Macaya se repitió el escenario de la temporada anterior, con una clara superioridad del Hispania y el Barcelona sobre el resto de equipos, que no lograron puntuar ante los dos favoritos. Así pues el título se decidió en los enfrentamientos directos entre rojos y azulgrana. En la primera vuelta los barcelonistas se impusieron por 2-4 al Hispania que alineó a S. Morris; Hamilton, Guirvan; Garriga, Sanmartín; Ortiz, H. Black, J. Morris, Black, E. Morris, y Debac. El partido congregó gran cantidad de público en el campo de la calle Muntaner. Barcelona e Hispania volvieron a enfrentarse la penúltima jornada. Los locales ganaron por la mínima con gol de Steinberg y se aseguraron matemáticamente el título. Los rojos repitieron la alineación de la primera vuelta, con excepción de Gold por Guirvan.
Finalizada la Copa Macaya, el Hispania fue invitado a participar en la llamada Copa de la Coronación, pero rechazó la invitación, ya que sus jugadores no podían costear el desplazamiento a Madrid. 

### Desaparición
El Hispania jugó su último partido el 15 de noviembre de 1903, perdiendo 2-0 contra el Salud. El 19 de noviembre la junta de la entidad acordó su disolución por falta de jugadores. El club donó sus fondos y materiales (porterías, redes, etc.) a la Asociación de Clubes.

## Palmarés
- Copa Macaya / Campeonato de Cataluña (1): 1901